# Christiane Neudert
Christiane Neudert (* 2. Januar 1952) ist eine deutsche Politikerin der PDS/Die Linke und ehemalige Thüringer Landtagsabgeordnete.

## Leben
Neudert ist Wirtschaftswissenschaftlerin. Von 1978 bis 1987 war sie wissenschaftliche Mitarbeiterin bei der SED-Kreisleitung Gera-Land. Nach der Wende war sie Abgeordnete für die PDS im Thüringer Landtag in der 2. Wahlperiode 1994–1999 und in der 3. Wahlperiode von 1999 bis 2001. Sie gab ihr Mandat am 2. August 2001 zurück, als sie ihre Tätigkeit als Dezernentin der Stadt Gera begann. Neudert war in der 2. Wahlperiode Vorsitzende des Haushalts- und Finanzausschusses im Thüringer Landtag.
Neudert lebt in Gera. Dort hatte sie ab Juni 2001 das Amt als Leiterin des Dezernats für Soziales und Gesundheit inne, bis sie im Oktober 2011 in den Ruhestand ging.